# Глобальна мережа геопарків

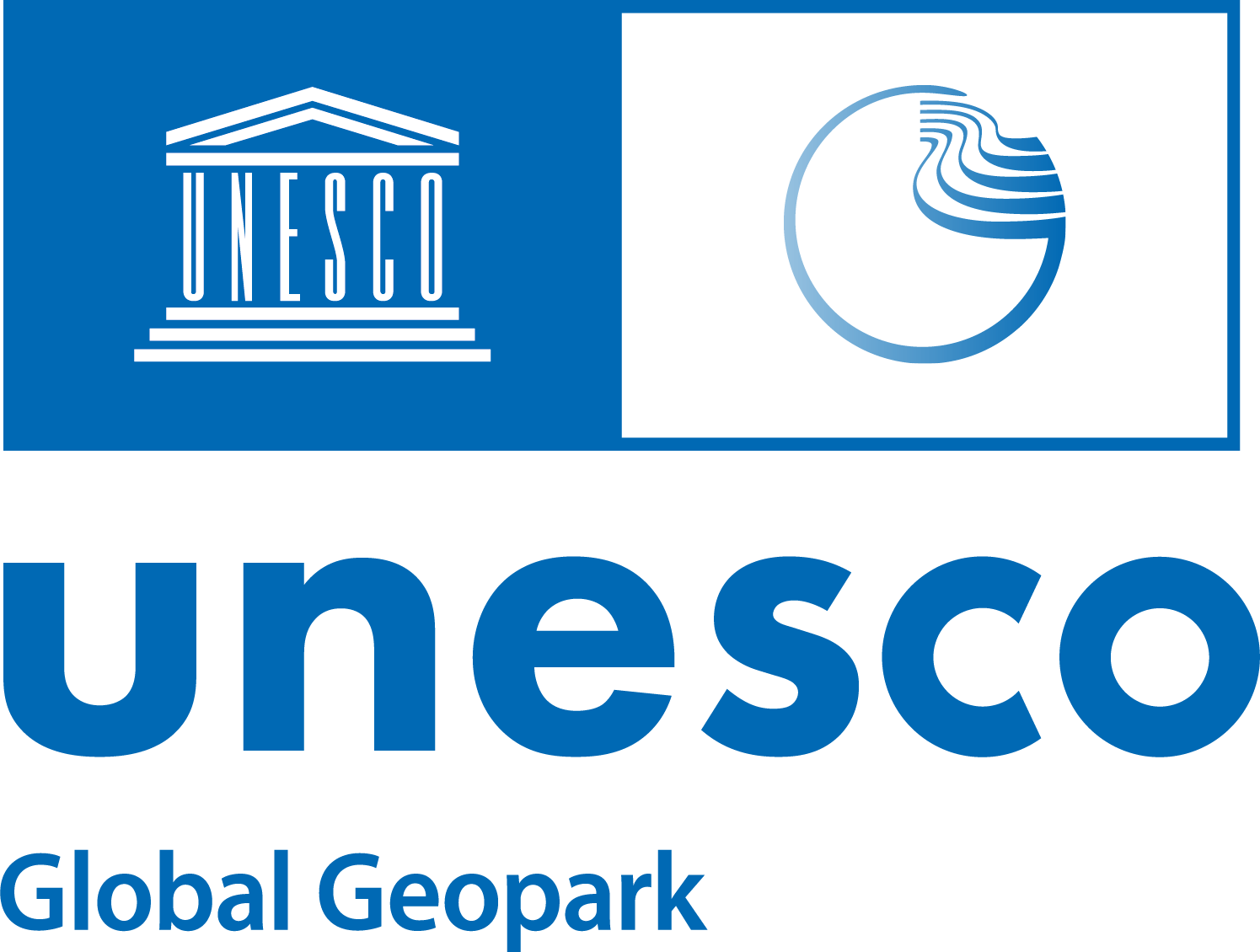
Геопарк ЮНЕСКО

Глобальна мережа геопарків (англ. Global Geoparks Network) — визнання важливості управління видатними геологічними об'єктами і ландшафтами (за спеціальної підтримки ЮНЕСКО з 2001 року). Мережа створена для збереження геологічної спадщини Землі, а також для сприяння природохоронної діяльності географічних районів, де геопарки є центром місцевого захисту, освіти та розвитку..
З листопада 2015 р. процес подання заявки та призначення визначається Статутом та Експлуатаційними настановами Глобальних геопарків ЮНЕСКО.  Станом на липень 2020 р. в 44 країнах існував 161 Глобальний геопарк ЮНЕСКО. Китай — країна з найбільшою кількістю світових геопарків.

## Мережа
Набір критеріїв, встановлених ЮНЕСКО  щоб геопарк, визначений відповідним урядом, був включений до переліку:
- існування плану управління, розробленого для сприяння соціально-економічному розвитку (найімовірніше, заснований на агротуризмі та геотуризмі);
- демонстрація методів збереження геологічної спадщини та забезпечення засобів викладання геонаукових дисциплін та екологічних проблем;
- спільні пропозиції, подані державними органами влади, місцевими громадами та приватними інтересами, які демонструють найкращі практики щодо збереження спадщини Землі та її інтеграції до стратегій сталого розвитку

Задоволення критеріїв оцінюється на засіданнях (щороку) Комітетом з геопарків, який також відповідає за періодичний огляд гео територій. Перші члени GGN були названі під час першої конференції в 2004 році, і з тих пір їх кількість продовжує зростати.
GGN тісно співпрацює з іншим проектом підрозділу ЮНЕСКО з питань екології та наук про Землю - Всесвітньою мережею біосферних заповідників - з метою розробки та встановлення різних засобів сталого розвитку у сприянні взаємовідносинам місцевих громад з природним середовищем.

## Список геопарків за континентами
| Континенти         | Регіон ЮНЕСКО                            | Регіональна мережа геопарків                    | Кількість UGG в мережі | Кількість країн у мережі |
| ------------------ | ---------------------------------------- | ----------------------------------------------- | ---------------------- | ------------------------ |
| Африка             | Африка                                   | Африканська мережа геопарків                    | 2                      | 2                        |
| Африка             | Азія                                     | Африканська мережа геопарків                    | 2                      | 2                        |
| Азія               | Азіатсько-Тихоокеанська мережа геопарків | 57                                              | 8                      |                          |
| Океанія            | Азіатсько-Тихоокеанська мережа геопарків | 57                                              | 8                      |                          |
| Океанія            | Азіатсько-Тихоокеанська мережа геопарків | 57                                              | 8                      |                          |
| Європа             | Європа та Північна Америка               | Європейська мережа геопарків                    | 75                     | 26                       |
| Північна Америка   | Європа та Північна Америка               | —                                               | 3                      | 1                        |
| Центральна Америка | Латинська Америка та Кариби              | Латинська Америка та Карибська мережа геопарків | 7                      | 6                        |
| Південна Америка   | Латинська Америка та Кариби              | Латинська Америка та Карибська мережа геопарків | 7                      | 6                        |

## Список геопарків за країнами
Багато імен у наведеному нижче списку з’являються у дещо інших формах у різних документах чи на вебсторінках, особливо там, де вони були англізовані. Дати приєднання до мережі, на які не вказано інше, взяті з вебсайту ЮНЕСКО.
| Країна                   | Континент        | Геопарк                                | Рік включення |
| ------------------------ | ---------------- | -------------------------------------- | ------------- |
| Австрія                  | Європа           | Айнзенвюрцен                           | 2004          |
| Австрія                  | Європа           | Рудний геопарк Альп                    | 2014          |
| Австрія / Словенія       | Європа           | Караванке                              | 2015          |
| Бельгія                  | Європа           | Геопарк Фамен-Ардени                   | 2018          |
| Бразилія                 | Південна Америка | Араріпи                                | 2006          |
| Канада                   | Північна Америка | Скелі Фунді                            | 2020          |
| Канада                   | Північна Америка | Discovery                              | 2020          |
| Канада                   | Північна Америка | Percé                                  | 2018          |
| Канада                   | Північна Америка | Stonehammer                            | 2010          |
| Канада                   | Північна Америка | Тамблер-Ридж                           | 2014          |
| Чилі                     | Південна Америка | Вогненний камінь                       | 2019          |
| Китай                    | Азія             | Алашань                                | 2009          |
| Китай                    | Азія             | Аршан                                  | 2017          |
| Китай                    | Азія             | Wangwushan-Daimeishan                  | 2006          |
| Китай                    | Азія             | Даньсяшань                             | 2004          |
| Китай                    | Азія             | Фаньшань                               | 2006          |
| Китай                    | Азія             | Funiushan                              | 2006          |
| Китай                    | Азія             | Хешикетен                              | 2005          |
| Китай                    | Азія             | Guangwushan-Nuoshuihe                  | 2018          |
| Китай                    | Азія             | Huanggang Dabieshan                    | 2018          |
| Китай                    | Азія             | Геопарк Гонконгу                       | 2011          |
| Китай                    | Азія             | Цзюхуашань                             | 2019          |
| Китай                    | Азія             | Хуаншань                               | 2004          |
| Китай                    | Азія             | озеро Цзинпоху                         | 2006          |
| Китай                    | Азія             | Keketuohai                             | 2017          |
| Китай                    | Азія             | Leye-Fengshan (Небесна Копалина)       | 2010          |
| Китай                    | Азія             | Лунхушань                              | 2007          |
| Китай                    | Азія             | Лушань                                 | 2004          |
| Китай                    | Азія             | Нінде                                  | 2010          |
| Китай                    | Азія             | Циньлін                                | 2009          |
| Китай                    | Азія             | Leiqiong                               | 2006          |
| Китай                    | Азія             | Саньціншань, Jiangxi                   | 2012          |
| Китай                    | Азія             | Шилінь                                 | 2004          |
| Китай                    | Азія             | Суншань                                | 2004          |
| Китай                    | Азія             | Тайнін                                 | 2005          |
| Китай                    | Азія             | Тайшань                                | 2006          |
| Китай                    | Азія             | Тяньчжушань                            | 2011          |
| Китай                    | Азія             | Удаляньчі                              | 2004          |
| Китай                    | Азія             | Xiangxi                                | 2020          |
| Китай                    | Азія             | Синвень                                | 2005          |
| Китай                    | Азія             | Яндангшань                             | 2005          |
| Китай                    | Азія             | Yimengshan                             | 2019          |
| Китай                    | Азія             | Yuntaishan                             | 2004          |
| Китай                    | Азія             | Чжанцзяцзе (національний лісовий парк) | 2004          |
| Китай                    | Азія             | Чжан`є                                 | 2020          |
| Китай                    | Азія             | Zigong                                 | 2008          |
| Хорватія                 | Європа           | Папук                                  | 2007          |
| Хорватія                 | Європа           | Виський архіпелаг                      | 2019          |
| Кіпр                     | Європа           | Троодос                                | 2015          |
| Чехія                    | Європа           | Богемський рай                         | 2005          |
| Данія                    | Європа           | Odsherred                              | 2014          |
| Еквадор                  | Південна Америка | Імбабура (вулкан)                      | 2019          |
| Фінляндія                | Європа           | Лауханвуори-Hämeenkangas               | 2020          |
| Фінляндія                | Європа           | Rokua                                  | 2010          |
| Франція                  | Європа           | Massif des Bauges                      | 2011          |
| Франція                  | Європа           | Божоле                                 | 2018          |
| Франція                  | Європа           | Causses du Quercy                      | 2017          |
| Франція                  | Європа           | Альпи Шабле                            | 2012          |
| Франція                  | Європа           | Альпи Верхнього Провансу               | 2004          |
| Франція                  | Європа           | Люберон                                | 2005          |
| Франція                  | Європа           | Monts d'Ардеш                          | 2014          |
| Німеччина                | Європа           | Bergstrasse-Оденвальд                  | 2004          |
| Німеччина                | Європа           | TERRA.vita                             | 2004          |
| Німеччина                | Європа           | Harz, Braunschweiger Land              | 2005          |
| Німеччина                | Європа           | Swabian Alb                            | 2005          |
| Німеччина                | Європа           | Vulkaneifel                            | 2004          |
| Німеччина/Польща         | Європа           | Muskauer Faltenbogen / Łuk Mużakowa    | 2015          |
| Греція                   | Європа           | Кам'яний ліс (Лесбос)                  | 2004          |
| Греція                   | Європа           | Chelmos-Vouraikos                      | 2009          |
| Греція                   | Європа           | Psiloritis                             | 2004          |
| Греція                   | Європа           | Сітія                                  | 2015          |
| Греція                   | Європа           | Вікос-Аоос                             | 2010          |
| Угорщина                 | Європа           | Bakony-Balaton                         | 2012          |
| Угорщина/Словаччина      | Європа           | Novohrad - Nograd                      | 2010          |
| Ірландія                 | Європа           | Катла                                  | 2011          |
| Ісландія                 | Європа           | Судурнес (Reykjanes)                   | 2015          |
| Індонезія                | Азія             | Batur, Bali                            | 2012          |
| Індонезія                | Азія             | Ринджані, Lombok                       | 2018          |
| Індонезія                | Азія             | Gunung_Sewu_Geopark, Ява               | 2015          |
| Індонезія                | Азія             | Ciletuh-Palabuhanratu Geopark          | 2018          |
| Індонезія                | Азія             | Toba Caldera                           | 2020          |
| Іран                     | Азія             | Кешм (острів)                          | 2017          |
| Ірландія                 | Європа           | Burren and Cliffs of Moher Geopark     | 2011          |
| Ірландія                 | Європа           | Copper Coast Geopark                   | 2004          |
| Ірландія/Велика Британія | Європа           | Marble Arch Caves                      | 2004          |
| Італія                   | Європа           | Апуанські Альпи                        | 2011          |
| Італія                   | Європа           | Cilento and Vallo di Diano             | 2010          |
| Італія                   | Європа           | Madonie                                | 2004          |
| Італія                   | Європа           | Beigua                                 | 2005          |
| Італія                   | Європа           | Parco Geominerario della Sardegna      | 2007          |
| Італія                   | Європа           | Pollino                                | 2007          |
| Італія                   | Європа           | Adamello-Brenta                        | 2008          |
| Італія                   | Європа           | Rocca di Cerere                        | 2008          |
| Італія                   | Європа           | Val_Grande_National_Park               | 2013          |
| Італія                   | Європа           | Tuscan Mining Park                     | 2010          |
| Японія                   | Азія             | Ітоїґава                               | 2009          |
| Японія                   | Азія             | озеро Toya та вулкан Usu               | 2009          |
| Японія                   | Азія             | Ундзен (вулкан)                        | 2009          |
| Японія                   | Азія             | San'in Kaigan                          | 2010          |
| Японія                   | Азія             | Muroto                                 | 2011          |
| Японія                   | Азія             | Oki Islands                            | 2013          |
| Японія                   | Азія             | Aso                                    | 2014          |
| Японія                   | Азія             | Mt. Apoi                               | 2015          |
| Японія                   | Азія             | Ідзу (півострів)                       | 2018          |
| Малайзія                 | Азія             | Лангкаві                               | 2007          |
| Мексика                  | Північна Америка | Comarca Minera, Hidalgo                | 2017          |
| Мексика                  | Північна Америка | Mixteca Alta, Oaxaca                   | 2017          |
| Марокко                  | Африка           | M'Goun                                 | 2014          |
| Нідерланди               | Європа           | Hondsrug                               | 2013          |
| Нікарагуа                | Північна Америка | Rio Coco                               | 2020          |
| Норвегія                 | Європа           | Gea Norvegica                          | 2006          |
| Норвегія                 | Європа           | Magma                                  | 2010          |
| Норвегія                 | Європа           | Trollfjell                             | 2019          |
| Перу                     | Південна Америка | Долина Колка біля Volcanoes de Andagua | 2019          |
| Польща/Німеччина         | Європа           | Muskauer Faltenbogen / Łuk Mużakowa    | 2015          |
| Португалія               | Європа           | Naturtejo da Meseta Meridional         | 2006          |
| Португалія               | Європа/Africa    | Azores                                 | 2013          |
| Португалія               | Європа           | Arouca                                 | 2009          |
| Португалія               | Європа           | Estrela                                | 2020          |
| Португалія               | Європа           | Terras de Cavaleiros                   | 2015          |
| Румунія                  | Європа           | Hateg                                  | 2005          |
| Російська Федерація      | Азія             | Yangan Tau                             | 2020          |
| Сербія                   | Європа           | Đerdap                                 | 2020          |
| Словаччина/Угорщина      | Європа           | Novohrad-Nógrád                        | 2010          |
| Словенія                 | Європа           | Idrija                                 | 2013          |
| Словенія/Австрія         | Європа           | Караванке                              | 2015          |
| Південна Корея           | Азія             | Cheongsong                             | 2017          |
| Південна Корея           | Азія             | Hantangang                             | 2020          |
| Південна Корея           | Азія             | Чеджу (острів)                         | 2010          |
| Південна Корея           | Азія             | Mudeungsan Area                        | 2018          |
| Іспанія                  | Європа           | Basque Coast Geopark                   | 2010          |
| Іспанія                  | Європа           | Cabo de Gata-Níjar Natural Park        | 2006          |
| Іспанія                  | Європа           | Central Catalonia                      | 2012          |
| Іспанія                  | Європа           | Conca de Tremp-Montsec                 | 2018          |
| Іспанія                  | Європа           | Courel Mountains                       | 2019          |
| Іспанія                  | Європа           | Granada                                | 2020          |
| Іспанія                  | Європа(          | El Hierro                              | 2015          |
| Іспанія                  | Європа           | Las Loras                              | 2017          |
| Іспанія                  | Європа           | Maestrazgo                             | 2020          |
| Іспанія                  | Європа           | Sierra Norte de Sevilla                | 2004          |
| Іспанія                  | Європа           | Sobrarbe-Pirineos                      | 2006          |
| Іспанія                  | Європа           | Sierras Subbeticas                     | 2006          |
| Іспанія                  | Європа           | Villuercas Ibores Jara                 | 2011          |
| Іспанія                  | Європа           | Lanzarote and Chinijos Islands         | 2015          |
| Іспанія                  | Європа           | Molina & Alto Tajo                     | 2014          |
| Танзанія                 | Африка           | Ngorongoro Lengai                      | 2018          |
| Таїланд                  | Азія             | Сатун                                  | 2018          |
| Туреччина                | Азія             | Kula-Salihli                           | 2013 (2020)   |
| Велика Британія/Ірландія | Європа           | Marble Arch Caves                      | 2004          |
| Велика Британія          | Європа           | North Pennines                         | 2004          |
| Велика Британія          | Європа           | Fforest Fawr                           | 2005          |
| Велика Британія          | Європа           | North West Highlands                   | 2005          |
| Велика Британія          | Європа           | English Riviera                        | 2007          |
| Велика Британія          | Європа           | Shetland                               | 2009          |
| Велика Британія          | Європа           | GeoMôn                                 | 2009          |
| Велика Британія          | Європа           | Black Country                          | 2020          |
| Уругвай                  | Південна Америка | Grutas del Palacio                     | 2013          |
| В'єтнам                  | Азія             | Cao Bang                               | 2018          |
| В'єтнам                  | Азія             | Карстове плато Донгван                 | 2010          |
| В'єтнам                  | Азія             | Dak Nong                               | 2020          |

## Колишні члени
Незважаючи на те, що довжина списку геопарків з кожним роком зростає, деякі країни періодично відмовляються від співпраці, або за власним вибором, або через невдалі процедури повторної перевірки.
| Країна          | Континент   | Геопарк                  | Рік включення | Припинено |
| --------------- | ----------- | ------------------------ | ------------- | --------- |
| Велика Британія | Європа      | Lochaber                 | 2007          | 2011      |
| Німеччина       | Європа      | Mecklenburg Lake Plateau | 2005          | ?         |
| Австралія       | Австралазія | Kanawinka                |               |           |
| Австрія         | Європа      | Карнійські Альпи Geopark | 2012          |           |